# Hip-hop nigérien
Le hip-hop nigérien, ou rap nigérien, désigne le mouvement hip-hop au Niger. Le genre se manifeste initialement par ses expressions graphiques et la breakdance vers le milieu des années 1980. Les groupes de dance rivalisent d'adresse lors de concours organisés par la télévision nationale ORTN durant les grandes fêtes. Ce sont entre autres Mazari, Home Boys, Gabero, SikasaÏ, et Génération 94. De ces breakdance posses seront issus les premiers « lanceurs de flow ».

## Histoire

### Années 1990–2000
Le hip-hop nigérien émerge au milieu des années 1990. Entre 1993 et 1994, les groupes pionniers comme les Tod One, les Massacreurs, les Home Boy's, suivront entre 1994 et 1995, Lakal Kaney, Kaidan Gaskia, Wassika et Wongari se popularisent au Niger. Il s'agit d'un mélange de différents langages parlés au Niger. La musique samplée est habituellement de nature joyeuse, mixée à de la musique traditionnelle locale, et bien plus agressive que les styles dances influencés par le hip-hop français, américain, et celui issu de l'Afrique de l'Ouest (en particulier le hip-hop ivoirien).
La scène hip-hop du Niger est modérément lancée puis popularisée à l'échelle nationale. Elle se popularise massivement grâce à sa diffusion sur les radios et dans les salles de concert. Les jeunes Nigériens insatisfaits utilisent ce genre afin d'extérioriser leur colère sur des sujets comme le mariage forcé, l'esclavage des enfants, la corruption, le SIDA, et la pauvreté,. Les enregistrements locaux se vendent sous format cassette audio et CD. Les groupes locaux de hip-hop émergent et jouent à Niamey, la capitale, en 1998. Le premier album connu du genre est intitulé La Voix du Ténéré de Lakal Kaney, publié en 2000.
Le début des années 2000 marque l'âge d'or du hip-hop nigérien. Des artistes solo émergent, des groupes fleurissent sous la houlette du Centre culturel franco-nigérien (CCFN) qui devient le « Temple du rap » et de producteurs qui sont pour la plupart des animateurs de télévision (Malloum Production). Les premiers clips sont réalisés dans les studios basiques de l'ORTN. À environ 1 000 km de là, à Zinder, la deuxième ville la plus importante du pays, le mouvement est représenté par les groupes Black Power et Section H, notamment. Tous sont des rappeurs déterminés avec des textes riches et surtout en français. Le genre apparaît ensuite dans des programmes culturels pour l'UNICEF. En août 2004, l'UNICEF lance sa Scène ouverte rap, dans laquelle 45 nouveaux groupes entrent en compétition sur 300.

### Années 2010–2020
L'an 2010 marque un tournant décisif dans le rap nigérien. Ce nouvel rap à l'instar du rap mondial s'est plutôt orienté vers l'egotrip. Le temps du rap conscient et engagé du début des années 2000 était révolu. Une nouvelle génération d'artistes venaient de naitre. Rares sont les anciens de la Old School qui ont pu tenir cette galère insoutenable car notons bien que le rap nigérien ne rapporte pas beaucoup de revenu, surtout si l'on n'est pas très connu sur la scène du hip hop au Niger.
Le CCFN Jean Rouch de Niamey reste le temple du rap au Niger. Pour laisser les traces de l'histoire du rap au Niger, un ancien du « old school » du groupe Wasswong (Frédéric Pechot) devenu réalisateur produit un film documentaire, intitulé Lilwal. Le film retrace le début du mouvement hip hop au Niger et son impact sur la société. Le documentaire est projeté en première dans le pays durant les Nuits du hip-hop nigérien les 22 et 23 octobre 2021 au CCFN de Niamey. La projection de film se tient le 22 octobre 2021 en présence d'un public varié. Le lendemain, le même podium du CCFN (théâtre en plein air) voit défiler sur scène les artistes du « old school » cités plus haut avec ceux du « new school ».

## Artistes notables
Parmi les rappeurs de la new school, le hip-hop nigérien est représenté notamment par Barakina.